# Robert Haggiag
Robert Haggiag (Tripoli, 5 ottobre 1913 – Roma, 1º marzo 2009) è stato un produttore cinematografico italiano.

## Biografia
Iniziò la sua carriera come rappresentante per la distribuzione in Italia dei film delle principali major hollywoodiane, di cui godeva la fiducia grazie anche alla sua conoscenza dell'inglese. Haggiag in particolare fu responsabile per la distribuzione dei film della United Artists.
In seguito iniziò anche l'attività di produttore, dirigendo tra l'altro la società e gli studi DEAR. Fu per un periodo socio del produttore Angelo Rizzoli, da cui poi si divise a causa di alcuni contrasti.
Fra i film da lui prodotti: Il ladro di Venezia (1950), La contessa scalza (1954), Signore & signori (1966), L'immorale (1967), Candy e il suo pazzo mondo (1968).
Aiutò anche il regista Dalton Trumbo a realizzare il film E Johnny prese il fucile (1971), di cui figura produttore associato.
Nel 1993 con il figlio Michael ha prodotto per la tv il film Lady Chatterley.
Negli ultimi anni di attività stava cercando di realizzare un film dal romanzo Le braci di S. Marai. Tra i registi contattati per dirigere il film uno è stato Miloš Forman.
Haggiag ha anche co-prodotto una versione teatrale del romanzo, a Londra, che ha avuto come protagonista Jeremy Irons, per la regia di Christopher Hampton.
È stato molto amico dello sceneggiatore Luciano Vincenzoni e nel 2008 compare nel film documentario Il falso bugiardo di Claudio Costa dedicato a quest'ultimo. 
L'incontro con Vincenzoni avvenne per la realizzazione del film Signore & signori di Pietro Germi, ma i due si conoscevano già da molti anni, perché frequentavano gli stessi ambienti.
Ebreo osservante, ha chiesto prima di morire di essere sotterrato a Gerusalemme.
La moglie Mirella ha preso il suo posto alla guida della DEAR.